# Żółtlica (roślina)
Żółtlica, żółtliczka (Galinsoga Ruiz & Pav.) – rodzaj roślin należący do rodziny astrowatych. Obejmuje około 15 gatunków pochodzących ze strefy klimatu umiarkowanego i subtropikalnego Ameryki Południowej i Środkowej, na północy sięgając do południowej części Stanów Zjednoczonych. Dwa gatunki zostały szeroko rozprzestrzenione w świecie i rosną na wszystkich kontynentach poza Antarktydą – żółtlica drobnokwiatowa G. parviflora i żółtlica owłosiona G. quadriradiata. Oba te gatunki są także pospolitymi chwastami w uprawach w Polsce. W południowo-wschodniej Azji rośliny te spożywane są jako warzywa.
Nazwa naukowa upamiętnia Mariano Martíneza de Galinsogę (1766–1797) – nadwornego lekarza i dyrektora Królewskiego Ogrodu Botanicznego w Madrycie.

## Morfologia
PokrójRośliny jednoroczne o wyprostowanej łodydze, osiągające od kilku cm do ponad 60 cm wysokości.
LiścieNaprzeciwległe i ogonkowe. Blaszka liściowa naga do gęsto owłosionej, lancetowata do szerokojajowatej, na brzegu piłkowana.
KwiatyZebrane w główki o średnicy od nieco ponad 2 mm do 6 mm średnicy. Korony kwiatów języczkowatych od białych do różowych, kwiaty rurkowate z koroną żółtą. Okrywy tworzone są przez nieliczne, szerokie listki, odpadające w czasie dojrzewania owoców.
OwoceNiełupki z puchem kielichowym czasem silnie zredukowanym, poza tym w postaci łusek tępych, frędzlowato zakończonych i czasem wyciągniętych w ość.

## Systematyka
Rodzaj z rodziny astrowatych Asteraceae z podrodziny Asteroideae i z plemienia Millerieae.
Jest blisko spokrewniony z rodzajami Sabazia Cassini i Alloispermum Willdenow z Ameryki Południowej i w szerszych ujęciach bywa z nimi łączony.
Wykaz gatunków
- Galinsoga amboensis D.L.Schulz
- Galinsoga boliviensis Canne
- Galinsoga caligensis Canne
- Galinsoga crozierae Panero
- Galinsoga longipes Canne
- Galinsoga × mixta Murr
- Galinsoga mollis McVaugh
- Galinsoga parviflora Cav. – żółtlica drobnokwiatowa
- Galinsoga quadriradiata Ruiz & Pav. – żółtlica owłosiona
- Galinsoga spellenbergii B.L.Turner
- Galinsoga subdiscoidea Cronquist
- Galinsoga triradiata Canne
- Galinsoga unxioides Griseb.